# Divagihalli, Hirekerur
Divagihalli là một làng thuộc tehsil Hirekerur, huyện Haveri, bang Karnataka, Ấn Độ.